# Nerone (Mascagni)
Nerone (título original en italiano; en español, Nerón) es una ópera en tres actos con música de Pietro Mascagni y libreto en italiano de Giovanni Targioni-Tozzetti, basado en el drama Nerone de Pietro Cossa. La mayor parte de la música se tomó del proyecto de ópera Vistilia (1907). Se estrenó el 16 de enero de 1935 en el Teatro alla Scala de Milán bajo la dirección del mismo Mascagni.

## Personajes
| Personaje             | Tesitura | Reparto del estreno, 16 de enero de 1935 (Director: Pietro Mascagni) |
| --------------------- | -------- | -------------------------------------------------------------------- |
| Atte                  | soprano  | Lina Bruna Rasa                                                      |
| Claudio Cesare Nerone | tenor    | Aureliano Pertile                                                    |
| Clivio Rufo           | bajo     | Duilio Baronti                                                       |
| Egloge                | soprano  | Margherita Carosio                                                   |
| Epafrodìto            | barítono | Fabio Ronchi                                                         |
| Faònte                | tenor    | Gino Del Signore                                                     |
| Icèlo                 | tenor    | Giuseppe Nessi                                                       |
| Menècrate             | barítono | Apollo Granforte                                                     |
| Vinìcio               | barítono | Aristide Baracchi                                                    |
| Nevio                 | tenor    | Ettore Parmeggiani                                                   |
| Pastore               | tenor    | Nello Palai                                                          |
| Babilio               | bajo     | Tancredi Pasero                                                      |
| Petronio              | bajo     | Giuseppe Noto                                                        |
| Mucrone               | bajo     | Luciano Donaggio                                                     |
| Eulogio               | bajo     | Franco Zaccarini                                                     |